# Bettborn
Bettborn là một xã trong vùng hành chính Lorraine, thuộc tỉnh Moselle, quận Sarrebourg, tổng Fénétrange. Tọa độ địa lý của xã là 48° 48' vĩ độ bắc, 07° 01' kinh độ đông. Bettborn nằm trên độ cao trung bình là 290 mét trên mực nước biển, có điểm thấp nhất là 232 mét và điểm cao nhất là 322 mét. Xã có diện tích 6,57 km², dân số vào thời điểm 1999 là 353 người; mật độ dân số là 53 người/km². Xã nằm khoảng 8 km về phía tây-bắc của Sarrebourg, thuộc Pháp từ năm 1766.

## Thông tin nhân khẩu
| 1962 | 1968 | 1975 | 1982 | 1990 | 1999 |
| ---- | ---- | ---- | ---- | ---- | ---- |
| 240  | 243  | 246  | 265  | 318  | 353  |